# Wydminy
Wydminy (Duits: Widminnen) is een dorp in het Poolse woiwodschap Ermland-Mazurië, in het district Giżycki. De plaats maakt deel uit van de gemeente Wydminy en telt 2300 inwoners.

## Verkeer en vervoer
- Station Wydminy